# TUBB1
TUBB1 es un gen que codifica la proteína tubulina beta-1 cadena en humanos. Este gen codifica un miembro de la familia de proteínas beta tubulina,  una de las dos familias de proteínas centrales (tubulinas alfa y beta) que se heterodimerizan y se ensamblan para formar microtúbulos, siendo uno de los componentes principales de estos últimos. Actúa uniéndose por similitud a dos moléculas de GTP en un sitio intercambiable de la cadena beta y  en un sitio no intercambiable de la cadena alfa. Se expresa en plaquetas y megacariocitos, estando  involucrada en la producción y liberación de plaquetas.